# Янкисяк
Янкисяк (баш. Йәнкиҫәк) — деревня в Аскинском районе Башкортостана. Входит в состав Мутабашевского сельсовета.

## Географическое положение
Расстояние до:
- районного центра (Аскино): 27 км,
- центра сельсовета (Старый Мутабаш): 8 км,
- ближайшей железнодорожной станции (Куеда): 86 км.

## Население
| 2002 | 2009 | 2010 |
| ---- | ---- | ---- |
| 58   | ↘50  | ↘47  |

### Национальный состав
Согласно переписи 2002 года, преобладающая национальность — башкиры (100 %).